# (33605) McCue
1999 JD56 (asteroide 33605) é um asteroide da cintura principal. Possui uma excentricidade de 0.08017090 e uma inclinação de 6.24081º.
Este asteroide foi descoberto no dia 10 de maio de 1999 por LINEAR em Socorro.